# Claude Labatut
Pour les articles homonymes, voir Labatut.
 (avril 2020).
Si vous disposez d'ouvrages ou d'articles de référence ou si vous connaissez des sites web de qualité traitant du thème abordé ici, merci de compléter l'article en donnant les références utiles à sa vérifiabilité et en les liant à la section « Notes et références ».
Pas d'image ? Cliquez ici

a Compétitions nationales et continentales officielles uniquement.

Claude Labatut, né le 27 mars 1942 à Mirepoix (Ariège), est un joueur de rugby à XV français.

## Biographie
Originaire de Mirepoix en Ariège, Claude Labatut commence par pratiquer le football. Lorsqu'il entre au lycée Bellevue à Toulouse, il joue dans l'équipe scolaire de football. Sollicité d'abord pour dépanner l'équipe de rugby à XV, ce nouveau sport lui plaît et il intègre l'équipe. Il rejoint ensuite le Stade toulousain à partir de la catégorie juniors. Un an plus tard, en 1961, il ne renouvelle pas son inscription et considère que les études sont plus importantes que le sport. Sollicité par les dirigeants, il revient finalement trois mois plus tard. Les Juniors A du Stade jouent alors la finale du championnat de France contre le Racing Club de France et ne ratent le titre que d'un souffle, battu 16-8.
À 19 ans, il vient de passer le bac et décide de raccrocher les crampons pour préparer le professorat d'éducation physique. Pendant deux ans, il ne joue plus sauf en universitaire. Cette demi-retraite ne l'empêche pas de cultiver un sens inné de la défense et une présence physique impressionnante au point qu'en début de saison 1964, on revient le chercher.
Son frère Robert Labatut a aussi intégré l'équipe fanion du Stade toulousain au poste de pilier et aussi de talonneur.
Il est troisième ligne aile en équipe première, et joue la finale perdue de 1969, avant de devenir capitaine durant la première moitié des années 1970.
En 1972, on le pousse à devenir l'entraîneur de l'équipe. Ses qualités de formateur sont à l'origine de cette décision. En 1974, il accepte de devenir entraîneur-joueur à Mauvezin dans le Gers où il prend en main la destinée d'un club totalement différent de celui qu'il vient de quitter.
Il permet au club de monter dès sa première saison en première division groupe B mais le club décide finalement de refuser l'accession pour raisons financières.
Il devient de nouveau l'entraîneur du Stade toulousain en 1976, évitant alors au club la relégation et notamment lors de la migration de son équipe du Stade des Ponts Jumeaux au quartier des Sept-Deniers vers celui flambant neuf d'Ernest-Wallon. Il est l'entraîneur de Guy Novès pendant quatre ans au Stade toulousain. Grâce à lui, le club est finaliste du championnat de France en 1980.